# Reinwaterkelder
Een reinwaterkelder is een reservoir dat wordt gebruikt om tijdens piekbelasting de levering van drinkwater te garanderen. Op het moment dat de consumptie groter is dan de toevoer van water vanuit de waterzuivering van het waterleidingbedrijf wordt de reinwaterkelder gebruikt als buffer. Een systeem van waterpompen zorgt er voor dat de druk in het waterleidingnet op peil blijft.

## Toepassing
Reinwaterkelders zijn te vinden bij waterzuiveringsinstallaties en op plaatsen waar de waterlevering verzekerd moet zijn, zoals ziekenhuizen. Vaak zijn deze kelders ook te vinden bij watertorens.

## Aandachtspunt
Reinwaterkelders kunnen een bron van infectie zijn. Daarom wordt regelmatig de kwaliteit van het water gecontroleerd op groei van micro-organismen. Bij verontreiniging wordt de kelder geleegd, gereinigd en gedesinfecteerd.